# علي صوفان
علي صوفان هو مواطن أمريكي من أصل لبناني، كان في الماضي ضابطا في مكتب التحقيقات الفيدرالي وكان منخرطاً في قضايا رفيعة لمكافحة الإرهاب في الولايات المتحدة وحول العالم. قالت عنه مجلة ذي نيويوركر عام 2006 أنه كان أقرب من أي شخص آخر للكشف عن أحداث 11 سبتمبر 2001 قبل وقوعها لولا عدم مشاركة وكالة الإستخبارات المركزية المعلومات معه. قدم استقالته من مكتب التحقيقات الفيدرالي بعد هجومه العلني على وكالة الإستخبارات المركزية عام 2005 لامتناعها عن مشاركته المعلومات التي كان من الممكن أن توقف الهجوم في 11 سبتمبر. في عام 2011، نشر مذكراته والتي تتضمن معلومات تاريخية عن تنظيم القاعدة بعنوان :«الرايات السود: قصة 11 سبتمبر من الداخل والحرب ضد تنظيم القاعدة». يرأس حاليّا مجموعة صوفان الاستشاريّة، وهو مؤسس مركز صوفان، ويشغل أيضا منصب المدير التنفيذي لاكاديمية قطر الدولية للدراسات الأمنية، ويظهر بشكل مستمر على قناة CNN كمحلل سياسي. وهو عضو حالي في مجلس الأمن القوميّ الأمريكيّ.